# Le Cheval pâle (téléfilm)
Pour les articles homonymes, voir Le Cheval pâle (homonymie).
Pour plus de détails, voir Fiche technique et Distribution.
Le Cheval pâle (The Pale Horse) est un téléfilm britannique réalisé par Charles Beeson, diffusé pour la première fois le 13 juillet 1997 sur A&E aux États-Unis. Il est adapté du roman Le Cheval pâle d'Agatha Christie.

## Synopsis
un homme accusé de meurtre d'un religieux et il doit prouver son innocence.

## Fiche technique
- Titre français : Le Cheval pâle
- Titre original : The Pale Horse
- Réalisation : Charles Beeson
- Scénario : Alma Cullen, d'après le roman Le Cheval pâle d'Agatha Christie.
- Direction artistique : Sharon Cartwright
- Décors : Robin Tarsnane
- Costumes : Judy Pepperdine
- Photographie : Witold Stok
- Montage : David Blackmore
- Musique : Colin Towns
- Production : Adrian Bate
- Production déléguée : Delia Fine et Guy Slater
- Production associée : Liz Bunton
- Société de production :  Anglia Television, United Film and Television Productions, A&E Television Networks et Mai Production
- Pays d’origine :  Royaume-Uni
- Langue originale : anglais
- Format : couleur — Stéréo
- Genre : Téléfilm policier
- Durée : 120 minutes
- Dates de sortie :
  -  États-Unis : 13 juillet 1997
  -  Royaume-Uni : 23 décembre 1997

## Distribution
- Colin Buchanan : Mark Easterbrook
- Jayne Ashbourne : Kate Mercer
- Hermione Norris : Hermia Redcliffe
- Leslie Phillips : Lincoln Bradley
- Michael Byrne : Venables
- Jean Marsh : Thyrza Grey
- Ruth Madoc : Sybil Stamfordis
- Andy Serkis : Sergent Corrigan
- Trevor Byfield (en) : Inspecteur Lejeune
- Tim Potter : Dr Osbourne
- Louise Jameson : Florence Tuckerton
- Catherine Holman : Poppy Tuckerton
- Richard O'Callaghan : Donald
- Anna Livia Ryan : Tilly Tuckerton
- Maggie Shevlin : Bella
- Brett Fancy : Ricky Flood
- Geoffrey Beevers : Père Gorman
- Wendy Nottingham : Eileen Brandon
- Tricia Thorns : Jessie Davis
- Johanna Kirby : Mrs. Coppins
- Kieran Cunningham : Barman
- Martin Oldfield : le sergent à l'accueil
- Martin Milman : Dr Wylie
- Sam Bond : Docteur
- Steve Weston : Ned Thackeray
- Martin Kennedy : Tate

## Autour du film
Contrairement au roman, le personnage d'Ariadne Oliver n'est pas présent dans le téléfilm.